# Hochdorf (Remseck)

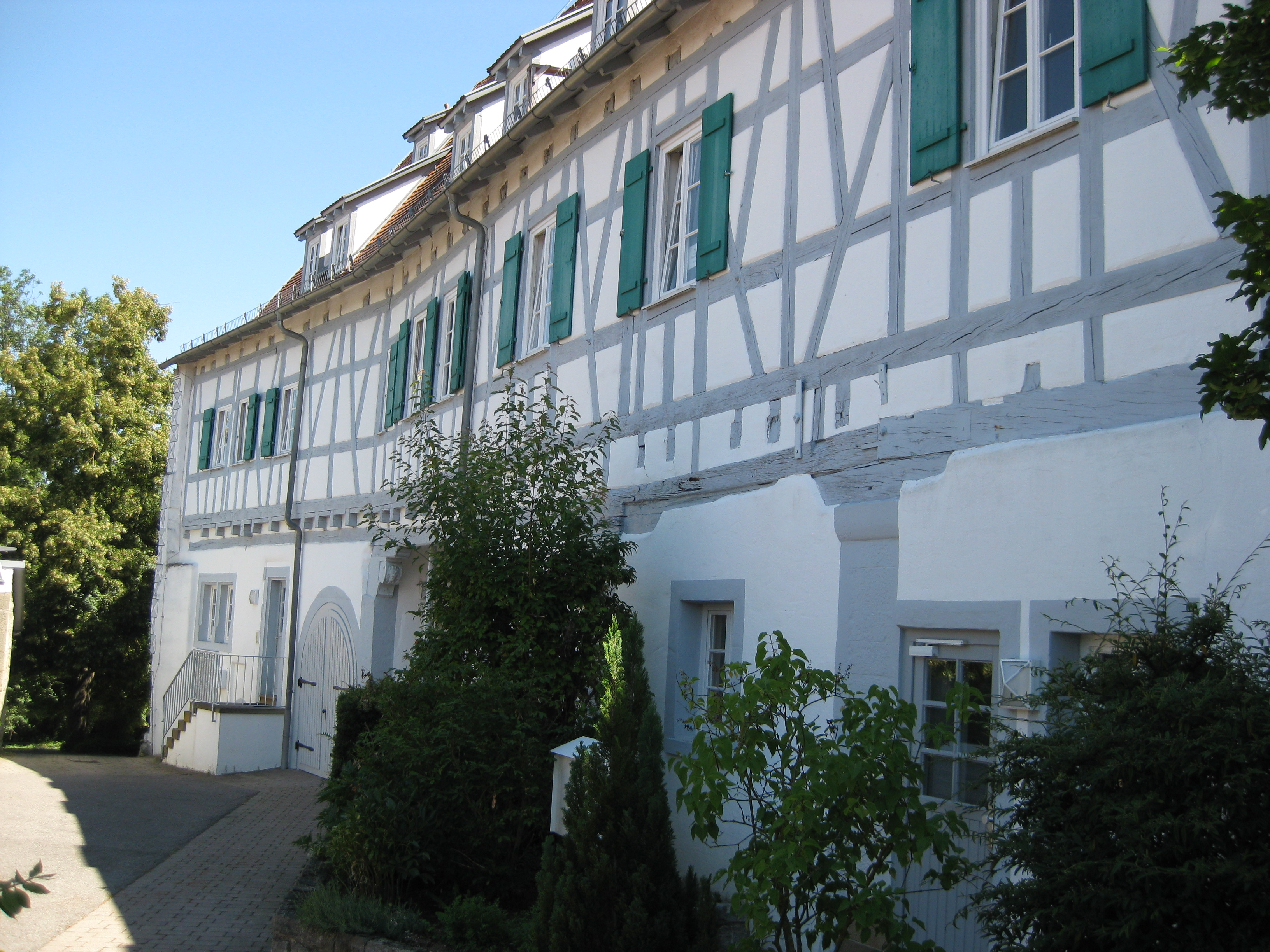
Schloss Hochdorf

Hochdorf ist ein Stadtteil von Remseck am Neckar im Landkreis Ludwigsburg in Baden-Württemberg. Obwohl der Ort nicht direkt am Neckar liegt, wurde er zur Unterscheidung von anderen Orten gleichen Namens zeitweilig auch als Hochdorf am Neckar bezeichnet.

## Lage und Verkehrsanbindung
Hochdorf befindet sich in der Backnanger Bucht. Strombach und Lembach münden hier in den Zipfelbach, einen rechten Zufluss des Neckars. Der ländlich geprägte Ort liegt an der Kreisstraße K 1673 zwischen Poppenweiler und Bittenfeld. Die K 1668 führt nach Hochberg und die K 1669 nach Affalterbach. Hochdorf hat durch die Buslinien 402 und 402A sowie die Linie 433 Busanbindungen in die anliegenden Städte. Man erreicht sowohl den Ortskern von Remseck, als auch Ludwigsburg innerhalb von 20 Minuten.

## Geschichte
Bereits in der Jungsteinzeit siedelten hier die Bandkeramiker. Hinweise auf den Ort selbst gibt es seit dem frühen Mittelalter. Die erste sichere Nennung von Hochdorf stammt aus dem Hirsauer Codex für die Zeit von 1105 bis 1120. Frühere Nennungen lassen sich nicht sicher diesem Hochdorf zuordnen. 1345 kaufte Werner II. Nothaft aus der Familie der Nothaft von Hohenberg den Ort und gliederte ihn seiner Herrschaft Hochberg ein. Infolgedessen war Hochdorf Teil des schwäbischen Ritterkantons Kocher. 1513 wurde Hochdorf an Jakob von Bernhausen verkauft. Nach seinem Tod wechselte Hochdorf mehrfach den Besitzer. 1609 erwarben die Nothafts den Ort zurück. Als die Nothafts 1684 im Mannesstamm ausstarben, ging Hochdorf als Teil der Herrschaft Hochberg an die Herren von Gemmingen. Im Jahr 1779 verkauften diese die Herrschaft an Herzog Friedrich Eugen von Württemberg, der sie zwei Jahre darauf seinem Bruder Carl Eugen überließ. Dieser gliederte die Herrschaft dem herzoglichen Hofkammergut als Stabsamt Hochberg an.
Im Jahr 1813 kam Hochdorf zum Oberamt Waiblingen. Von 1824 bis 1828 gehörte auch der Weiler Kirschenhardthof zur Gemeinde Hochdorf und bildete dadurch eine Exklave der Oberamts Waiblingen innerhalb des Oberamts Marbach. Vom Waiblinger Oberamt kam Hochdorf 1934 zum Kreis Waiblingen. Bereits 1938 wurde der Ort dann aber dem Landkreis Ludwigsburg zugeordnet. Mit dem 1. Januar 1975 wurde Hochdorf Teil der neu gebildeten Gemeinde Aldingen am Neckar, die seit 1977 den Namen Remseck am Neckar trägt.

## Bauwerke

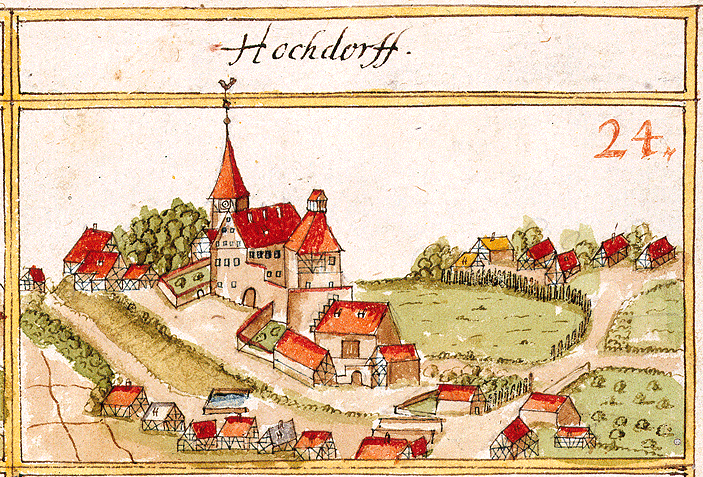
Ansicht aus dem Kieserschen Forstlagerbuch (1686)

- Wendelinskirche: Die Kirche wurde 1275 erstmals erwähnt. Sie ist ein schlichter gotischer Bau. Der Turm ist aus nicht bekannten Gründen gegenüber dem Kirchenschiff um 45° gedreht.[7]
- Schloss Hochdorf: Jakob von Bernhausen ließ ab 1515 das Schloss auf Basis einer älteren Burg errichten. Ab 1616 ließ Wolf Jacob Nothaft das Schloss durch Heinrich Schickhardt umbauen. Im Schloss ist heute die Hochdorfer Ortsbücherei untergebracht. In der Nähe, am Wilhelmsplatz befindet sich ein ursprünglich ummauerter Meiereihof aus dem 16. Jahrhundert, der wohl auch Teil der alten Burg war.[4]

Kirchturm, Schlossareal und Meiereihof sind in einer 1686 entstandenen Abbildung im Forstlagerbuch von Andreas Kieser zentral im Ort zu erkennen.

## Söhne und Töchter von Hochdorf
- Magnus Hesenthaler (1621–1681), Politologe und Historiker
- Friedrich Heim (1789–1850), evangelischer Pfarrer und Gründer der Paulinenpflege Winnenden

## Wappen
| Wappen der ehemaligen Gemeinde Hochdorf | Blasonierung: „In rotem Feld ein goldener Flug.“                                                                                     |
| Wappen der ehemaligen Gemeinde Hochdorf | Wappenbegründung: Das Wappen wurde der Gemeinde am 16. Dezember 1952 verliehen und lehnt sich an das Wappen der Familie Nothafft an. |